# ソーヌー・スード
ソーヌー・スード（Sonu Sood, デーヴァナーガリー表記： सोनू सूद, テルグ語: సోనూ సూద్, タミル語: சோனு சூத்、1973年7月30日 - ）はインドの映画俳優。

## 経歴
ソーヌー・スードは、1973年5月22日インドのパンジャブ州モガに生まれ、起業家と教授の母として生まれる。 彼には2人の姉妹がいます。 彼は勉強し、エレクトロニクス・エンジニアとして卒業しナグプール、マハラシュトラ州で育ちました。
2016年7月に、彼は彼の父、シャクティサーガルにちなんで命名された生産家シャクティサーガルプロダクションを設立しました。

## 私生活
彼はソーニャと結婚し、息子を抱えています。 彼は菜食主義者であり、PETA のメンバーです。

## 主な出演作品
- Yuva （2004年）[4]
- チャンドラムキ 踊る!アメリカ帰りのゴーストバスター（2005年）
- Singh Is Kinng （2008年）
- ジョーダ・アクバル Jodhaa Akbar （2008年）
- ダバング 大胆不敵 Dabangg （2010年）[5][6]
- Shakti （2011年）
- Maximum （2012年）
- ワダラの抗争 （2013年）
- “ロミオ”・ラージクマール（2013年）
- Happy New Year （2014年）
- ガッバル再び（2015年）
- Devi （2016年）
- Xuanzang （2016年）
- カンフー・ヨガ（2017年）
- シンバ（英語版）（2018年）